# 哈爾科夫國立大學
哈尔科夫卡拉津国立大学（烏克蘭語：Харківський національний університет імені Василя Назаровича Каразіна，羅馬化：Kharkivskyi natsionalnyi universytet imeni Vasylia Nazarovycha Karazina）是东欧最古老的大学之一，学校于1805年1月29日开始正式招生，它是当时小俄罗斯（即当今乌克兰）境内最早建立的大学（利沃夫大学在1817年才达到综合大学的规模），也是俄國沙皇敕造的五所大学之一，其它的四所大学分别是：维尔纽斯大学、塔尔图大学，莫斯科大学和圣彼得堡大学。以瓦西里·卡拉津命名。

## 学校历史
1804年1月17日，沙皇亚历山大一世签署了关于开设哈尔科夫沙皇大学的文件。
对哈尔科夫大学的创立有着突出贡献的人，当属瓦西里·纳扎诺维奇·卡拉津，在当时，哈尔科夫是一个十分不起眼的省会城市，卡拉津决定了就要在这个不起眼的城市里创建起一所大学，于是他说服当地市民进行募捐，省长和副省长把官邸腾出来作为教学大楼所用，这样哈尔科夫大学得以成立。1904年，哈尔科夫大学迎来了建校100周年纪念，市民们为了纪念这位著名的活动家，在大学前的广场为他树立了一座雕像。
1812年，在大学创建了哈尔科夫省第一个期刊出版社--《哈尔科夫周刊》。1807年创建了动物学实验室，也就是现今的大学自然博物馆。1920至1921年期间，大学被命名为理论知识研究院，到了1921年改组成立哈尔科夫人民教育学院，该学院的主要任务就是为中学培养教师。
1921年，哈尔科夫大学医学系独立为哈尔科夫医学院。
1936年，大学以已去世的著名文学家马克西姆·高尔基命名。

### 著名学者
有三位诺贝尔奖获得者曾经在哈尔科夫大学学习和工作过，他们是：
- 伊利亞·梅契尼可夫，诺贝尔生理学或医学奖
- 列夫·朗道，诺贝尔物理学奖
- 西蒙·库兹涅茨，诺贝尔经济学奖

其他的世界知名学者有：
- 亚历山大·李亚普诺夫，著名数学家
- 米哈伊尔·奥斯特罗格拉德斯基
- 波铁布尼亚·亚历山大·奥巴纳索维基，语言学家
- 奥托·斯特鲁维，天文学家
- 米哈伊尔·马克西莫维奇主教

## 学校机构

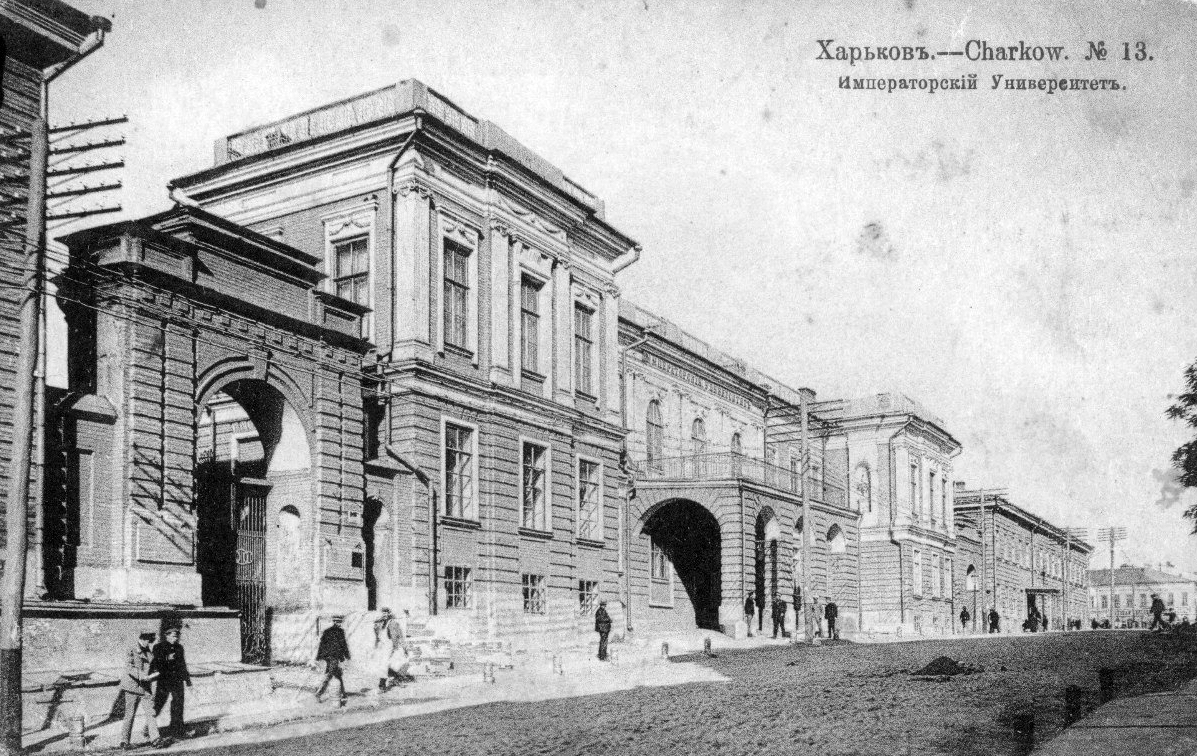
哈尔科夫大学老教学楼，原省长官邸

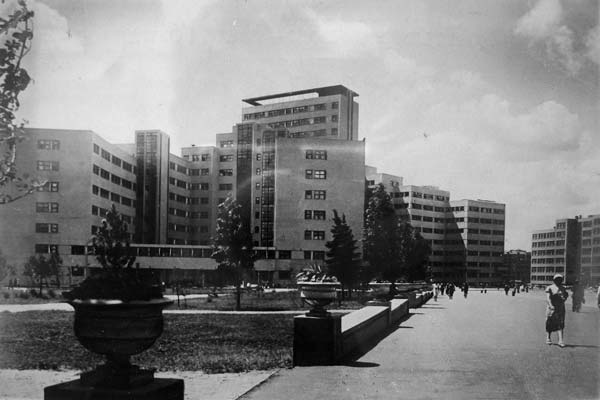
上世纪三十年代拍摄的哈尔科夫大学主楼

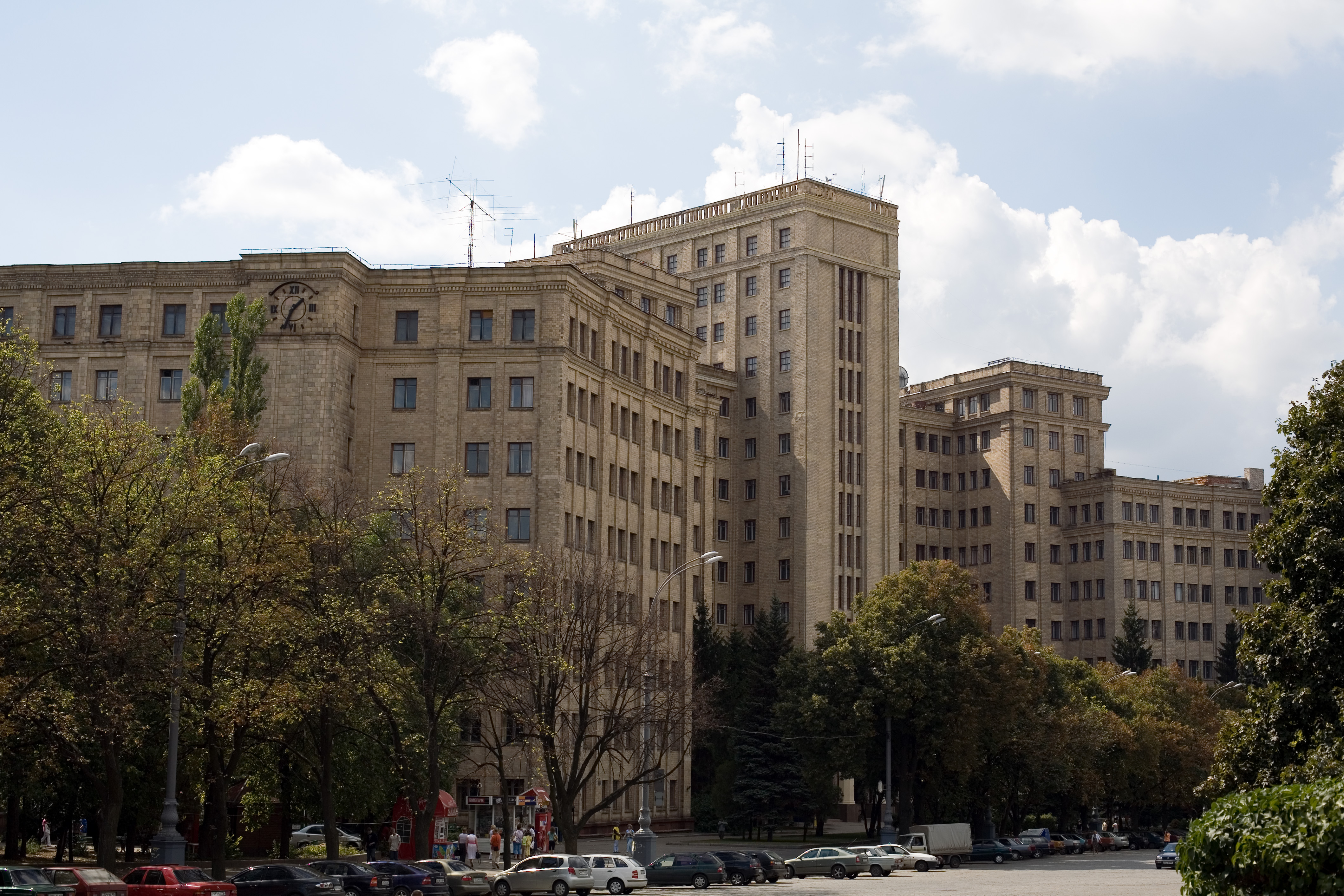
现在的大学主楼

### 哈尔科夫大学包括如下学院
- 生物学学院
- 地质学院（页面存档备份，存于）
- 外国语学院
- 历史学院
- 医学院
- 国际经济关系和旅游管理学院
- 力学数学学院
- 研究生院（页面存档备份，存于）
- 心理学学院（页面存档备份，存于）
- 无线电物理学院
- 社会学学院（页面存档备份，存于）
- 物理学院
- 哲学院
- 文学院
- 化学学院（页面存档备份，存于）
- 国际教育中心（页面存档备份，存于）
- 生态学院
- 经济学院（页面存档备份，存于）
- 法学院（页面存档备份，存于）

### 高新技术研究所（大学下属部门）：
- 物理技术学院
- 计算机科学学院（页面存档备份，存于）
- 物理能源学院（页面存档备份，存于）

### 科学研究部门
- 哈尔科夫大学生物研究站
- 植物园
- 大学历史博物馆（页面存档备份，存于）
- 自然博物馆
- 哈尔科夫大学民俗考古博物馆
- 天文科学研究院（页面存档备份，存于）
- 生物科学研究院
- 化学科学研究院（页面存档备份，存于）
- 中央科学图书馆（乌克兰最大的图书馆之一）

## 教学大楼
- 主楼，主体楼高14层，建于1929年，建筑师采用构成主义风格，大楼结构呈梯状。
- 北楼，于1930年开始兴建，计划用作合作社办公楼，但是工程一直拖延到1954年才竣工，后来大楼转交给军事经济学院作为教学楼使用，2005年开始作为哈尔科夫大学北教学楼。

## 大学荣誉
在苏联时期，哈尔科夫大学获得了劳动红旗勋章、十月革命勋章和人民友谊勋章。